# Křížová cesta (Stříbro)
Křížová cesta ve Stříbře v okrese Tachov se nachází východně od města na Křížovém vrchu, zvaném též Ronšperk.

## Historie
Křížovou cestu tvoří čtrnáct zděných výklenkových kapliček. V jejich výklencích jsou výjevy poslední cesty Ježíše Krista, které jsou zhotoveny na kachlích technikou holandského fajáns. Z původních výjevů se dochovalo jen pět kusů. Jsou uloženy v Muzeu města Stříbro.
Roku 2010 započala obnova křížové cesty. Do výklenků kapliček byly zhotoveny nové obrazy. Malby zpracovali keramik František Švancar a akademický malíř Ivan Komárek přenesením obrazů technikou holandského fajáns, nebo takzvaného cibuláku, na kachle. O jejich instalaci do kapliček se postarali Ladislav Kůs a jeho syn Ladislav ve spolupráci s autory Ivanem Komárkem, Františkem Švancarem a Miroslavem Kaltenbrunerem z občanského sdružení Ronšperk.
O záchranu křížové cesty se postaralo občanské sdružení Ronšperk. Požehnání obnovené cestě proběhlo 22. června 2013.